# شبرا الخيمة
شُبرُا الخِيمَة مدينة مصرية تقع إداريًا في محافظة القليوبية، وهي أكبر مدنها ورابع أكبر مدينة في مصر وتُعد قسمًا جغرافيًا من القاهرة الكبرى.

## التاريخ
تُعد شبرا الخيمة من النواحي القديمة، واسمها القديم «شبرو» وهو الاسم الذي ذكرها به شمس الدين المقدسي المتوفي حوالي سنة 380هـ/990م في كتابه أحسن التقاسيم في معرفة الأقاليم، وهو مُحرّف من اسمها القبطي «جبرو» الذي يعني «الكوم أو التلّ»، كما قال عنها الإدريسي المتوفي سنة 560هـ/1165م في كتابه نزهة المشتاق في اختراق الآفاق: «شبره وهي قرية وضياع كالمدينة يعمل فيها شراب العسل المفوه المشهور في جميع الأرض وبها خيمة البشنس» كما ذكرها ابن مماتي المتوفي سنة 577هـ/1182م باسم «شبرا الخيمة» عندما أحصى قرى أعمال الشرقية بعد الروك الصلاحي. كذلك، ذكرها ابن الجيعان المتوفي 885هـ/1480م، باسم «شبرى الخيمة» وقال وهي «شبرى الشهيد» في كتابه «التحفة السنية بأسماء البلاد المصرية» الذي أحصى فيه قُرى أعمال ضواحي القاهرة بعد الروك الناصري. وقال تقي الدين المقريزي المتوفي 845هـ/1442م أن سبب تسميتها بشبرا الخيمة أو شبرا الشهيد، أن مسيحي مصر كان لهم عيد يسمونه عيد الشهيد في الثامن من شهر بشنس من كل عام (17 مايو/آيار) يضعون فيه إصبع من أصابع أسلافهم الموتى في صندوق، ويجتمعون دومًا عند ناحية شبرى من ضواحي القاهرة، ثم يُلقون الصندوق في نهر النيل، ويزعمون أن النهر لا يفيض إلا إذا فعلوا ذلك، ثم يضربون الخيام، ويقيمون احتفالات يملئونها رقصًا وشرب للخمر، إلى أن أبطل السلطان الناصر محمد بن قلاوون تلك العادة سنة 702هـ/1303م. وفي سنة 1871م، تأسس مركز شبرا، وأصبحت شبرا الخيمة قاعدة له.

## السكان والتقسيم الإداري
تشكل شبرا الخيمة اليوم إلى جانب مدينتي القاهرة والجيزة، المنطقة الحضرية المتجاورة للقاهرة الكبرى، وفي تعداد عام 2017، بلغ عدد سكانها 1,161,514 نسمة، وتنقسم المدينة لإثنان من الأحياء يضمان عدد من الشياخات.
- حي غرب شبرا الخيمة (يبلغ عدد سكانه 481,936 نسمة) ويضم شياخات:
- شبرا الخيمة (20,175 نسمة)
- بيجام (435,076 نسمة)
- دمنهور شبرا (26,685 نسمة)
- حي شرق شبرا الخيمة (عدد سكانه 679,578 نسمة) ويضم شياخات:
- بهتيم (545,540 نسمة)
- مسطرد (134,038 نسمة)

## النقل والمواصلات
تخدم محطة شبرا الخيمة المحطة الشمالية للخط الثاني لمترو الأنفاق بالقاهرة، وبالقرب من محطة المترو توجد أيضًا محطة تابعة لشبكة السكك الحديدية الوطنية المصرية.
تخدم منطقة شبرا الخيمة أيضًا سيارات الأجرة والحافلات المملوكة لهيئة النقل الجماعي والحافلات الخاصة والميكروباصات، وفي حالة المناطق الأقل التوك توك.

## المعالم

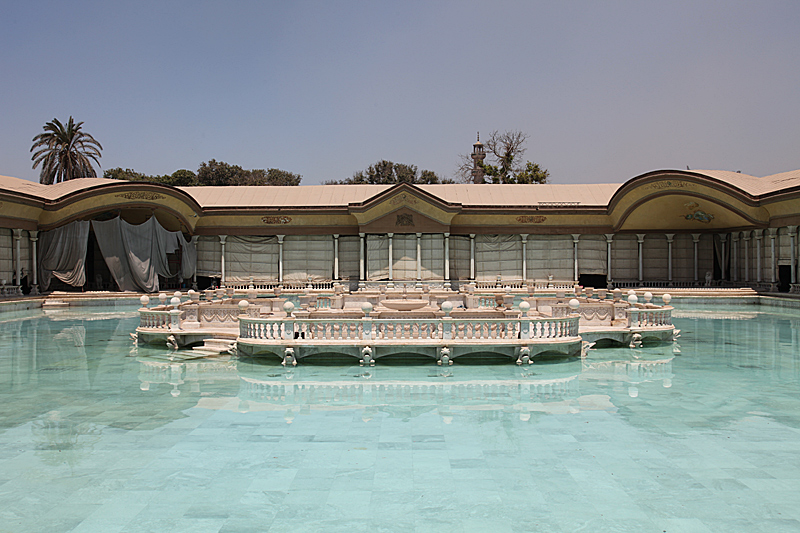
قصر شبرا

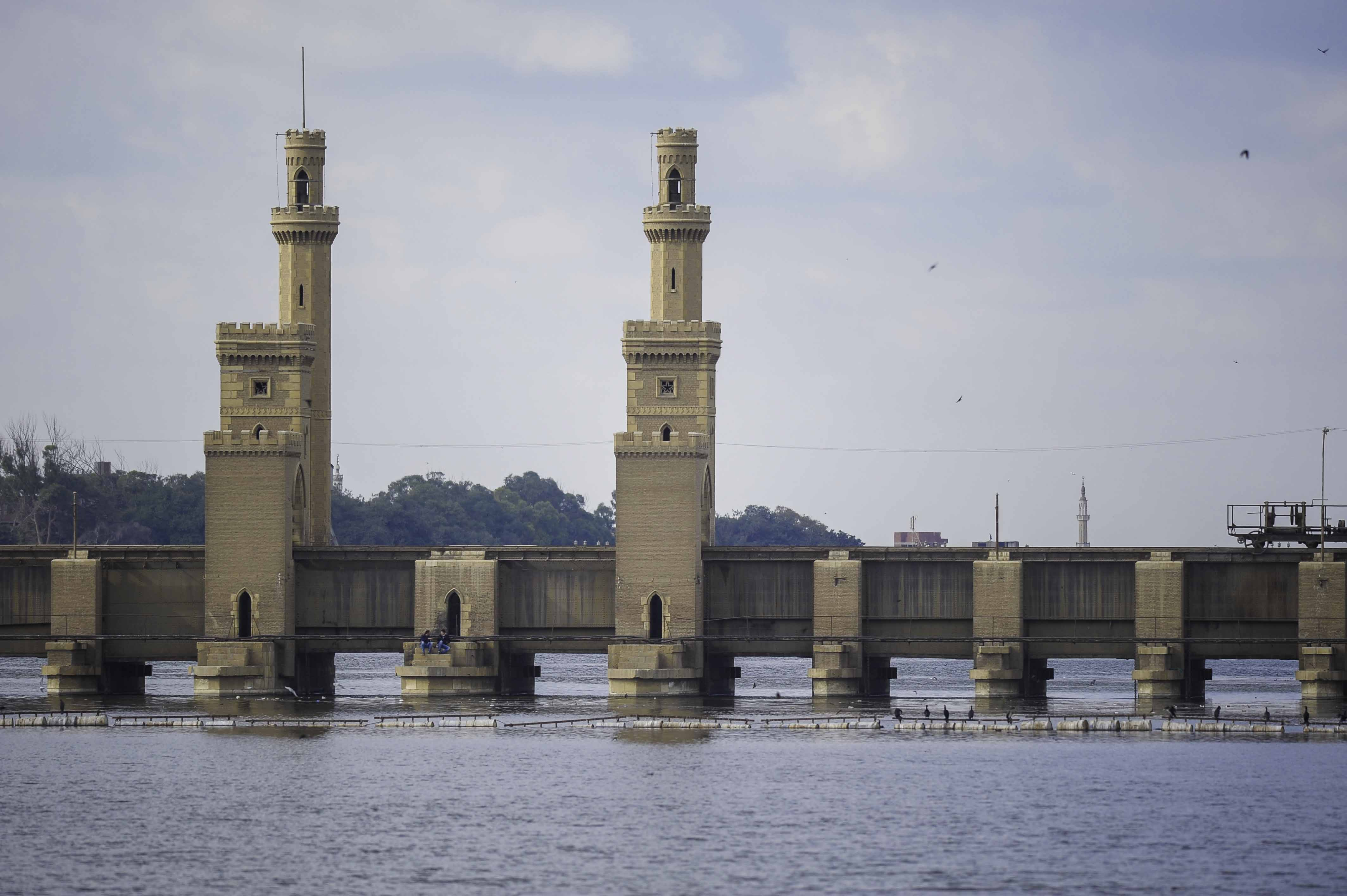
القناطر الخيرية

- مستشفى الناس.

## معرض صور

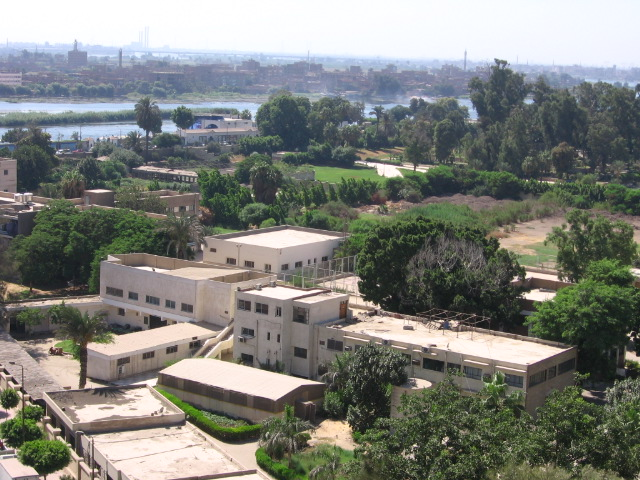
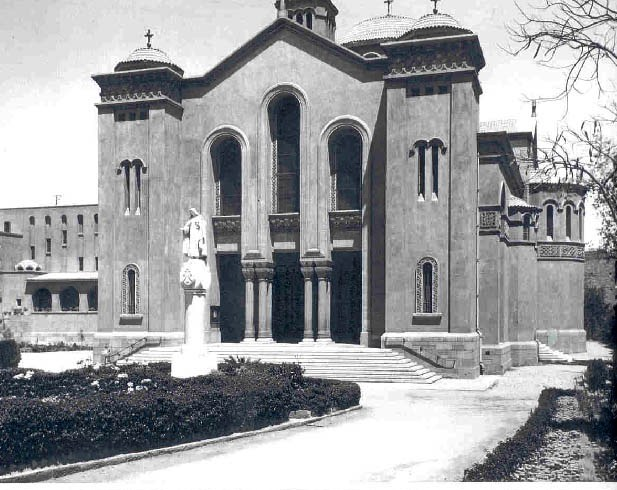
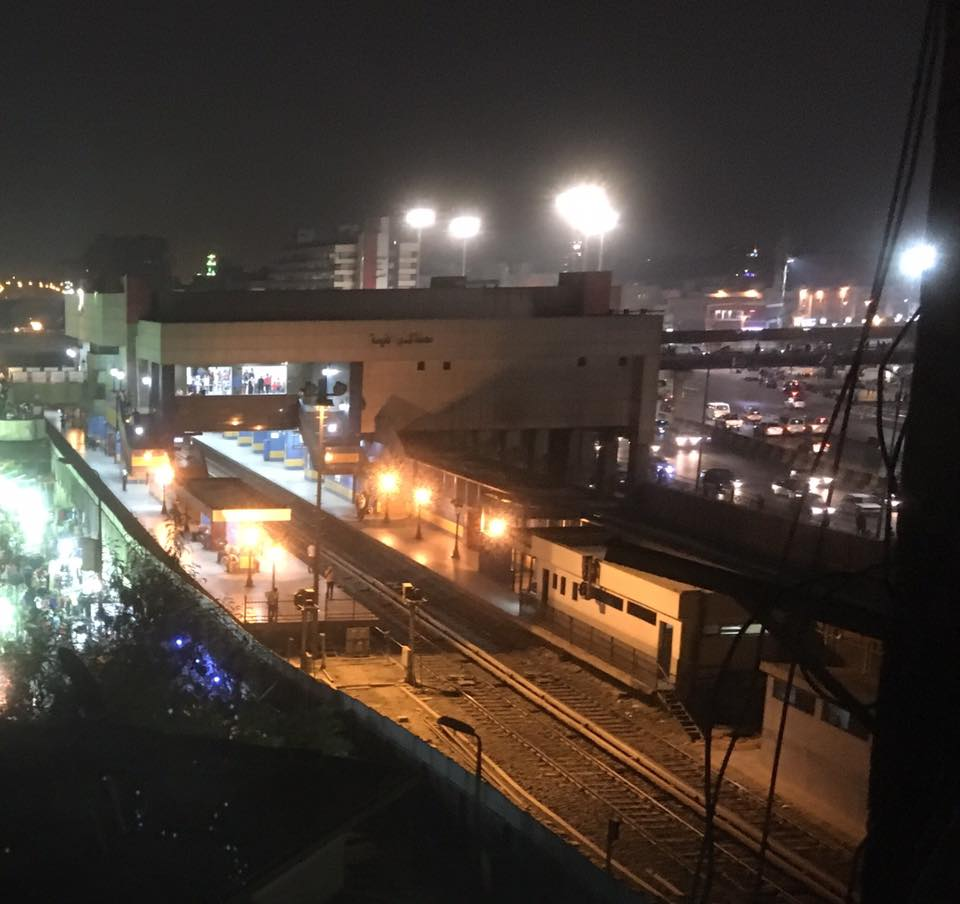
محطة مترو شبرا الخيمة
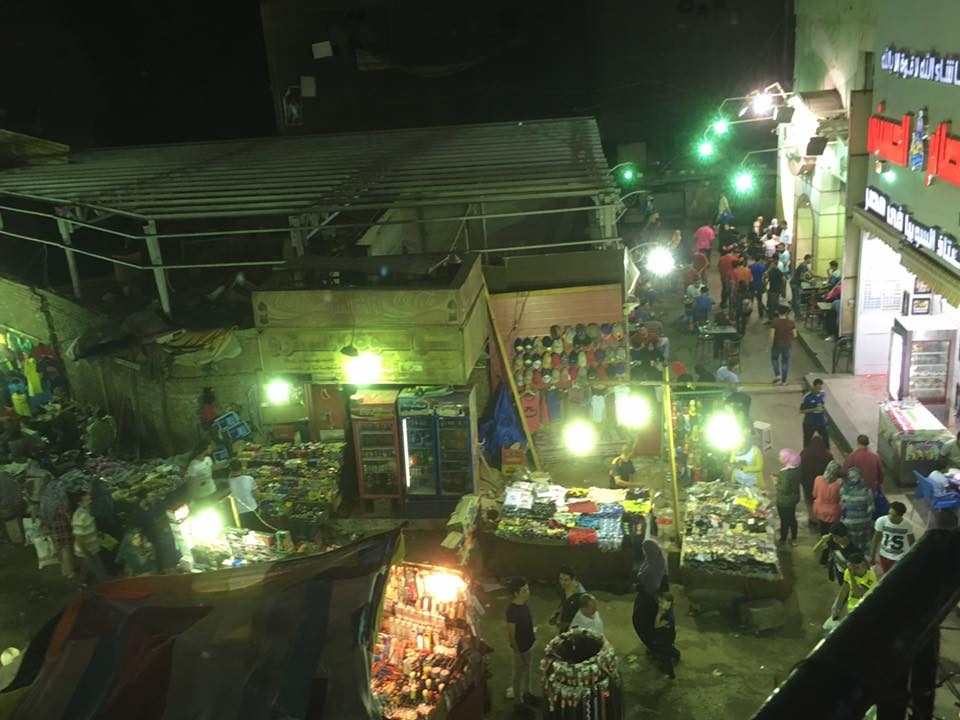
ميدان المؤسسة
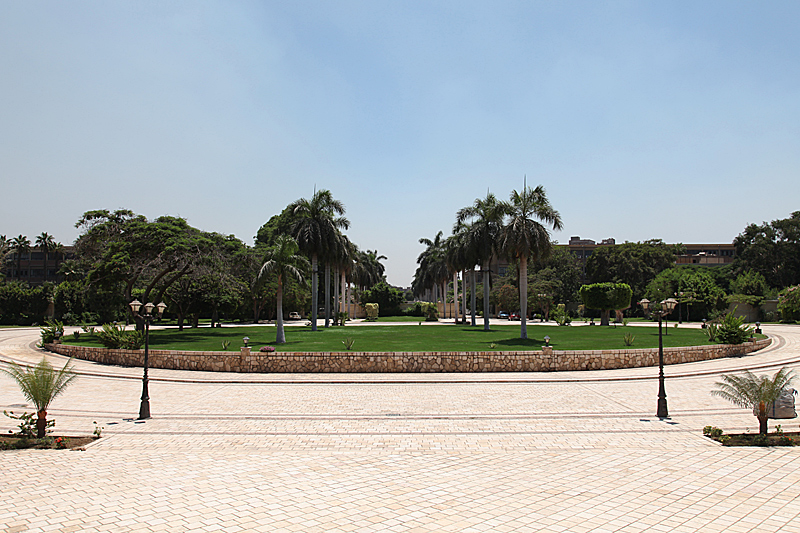
حدائق قصر محمد علي بشبرا
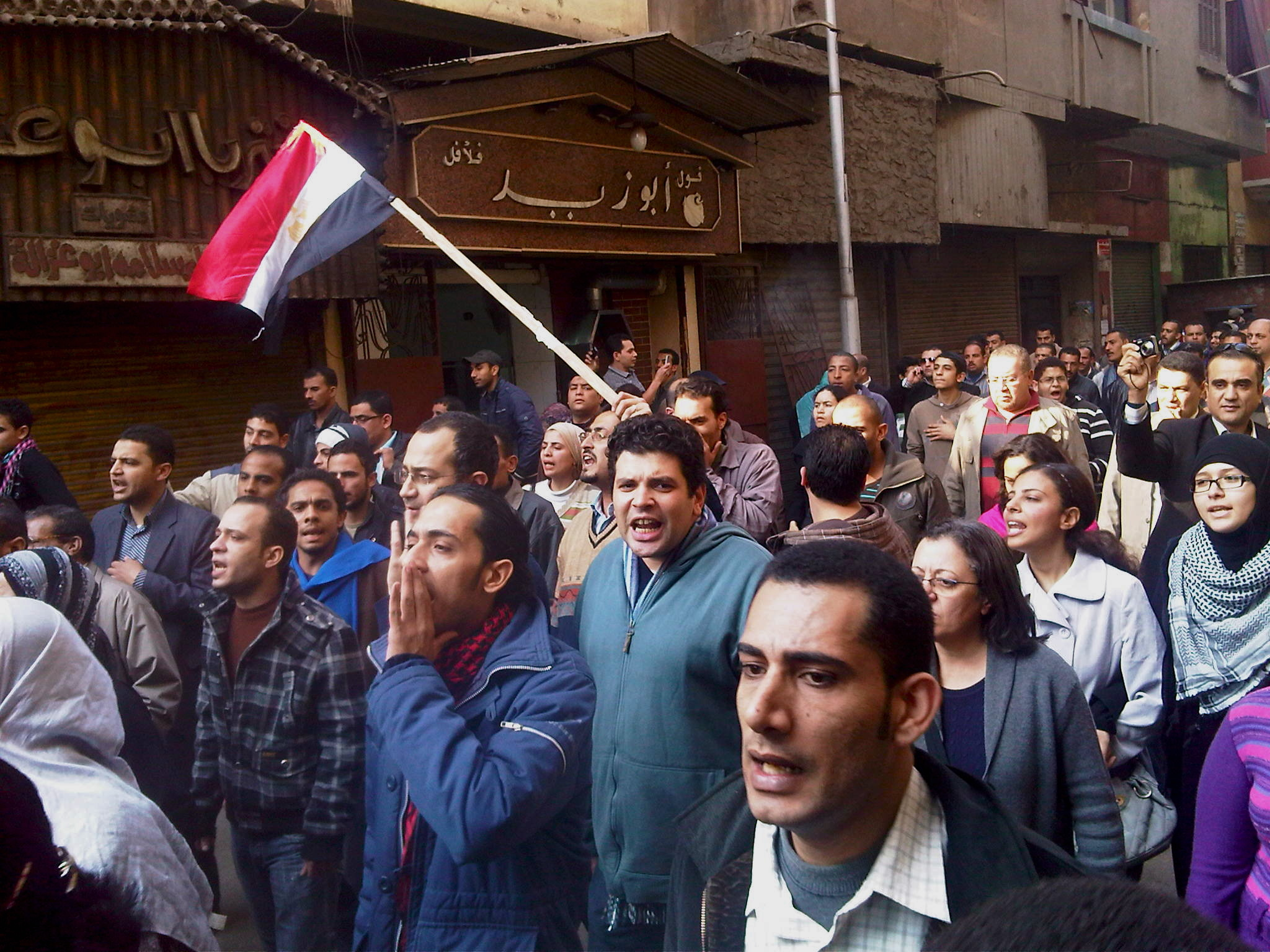
مسيرات ثورة 25 يناير بشبرا الخيمة.